# Rogalino
Rogalino (deutsch Röglin) ist ein Dorf in Polen, das im Powiat Świdwiński in der Woiwodschaft Westpommern liegt und zur Landgemeinde Świdwin (Schivelbein) gehört.

## Geschichte
Röglin, das am nördlichen Ufer der Rega liegt, war bis ins 19. Jahrhundert in Klein und Groß Röglin aufgeteilt. Es gehörte als Vorwerk zur Gemeinde Damerow (heute polnisch Dąbrowa Białogardzka) und war von 1932 bis 1945 dem Kreis Belgard zugeordnet. Im Jahr 1838 kaufte Leutnant von Hagen, seit 1829 Besitzer des Gutes in Langen (Łęgi), Damerow und auch das Vorwerk Röglin, das bis zum Jahr 1929 als Rittergut geführt wurde. Der Betrieb geriet jedoch in wirtschaftliche Schwierigkeiten. Es wurden deshalb Siedlungsstellen geschaffen, die bereits im August 1930 den neuen Eigentümern übergeben wurden. Im Jahr 1939 waren 34 Vollbauernstellen vorhanden.
Verkehrsmäßig war Röglin durch eine Nebenstraße mit Belgard (Białogard) und Schivelbein (Świdwin) verbunden. Bahnstation an der Reichsbahnstrecke Berlin – Stettin – Köslin – Danzig – Königsberg war Nelep (Nielep). Letzter deutscher Bürgermeister von Damerow mit Röglin war Gerhard Kneppenberg, dem übergeordneten Amtsbezirk (mit Standesamt) Alt Schlage (Sława) stand Paul Röpke vor. Amtsgerichtsbezirk war Bad Polzin (Połczyn-Zdrój).
Infolge des Krieges kam Röglin zu Polen. Das heutige Rogalino liegt sieben Kilometer nordöstlich von Świdwin, zu dessen Landgemeinde es gehört.

## Kirche
Bis 1945 gehörte Röglin zur Kirchengemeinde Alt Schlage innerhalb des Kirchspiels Ziezeneff (Cieszeniewo). Das Dorf war somit dem Kirchenkreis Schivelbein in der Kirchenprovinz Pommern der Evangelischen Kirche der Altpreußischen Union zugeordnet. 1940 zählte die Kirchengemeinde Alt Schlage 765 Gemeindeglieder. Letzter deutscher Pfarrer im Kirchspiel Ziezeneff war Paul Blank. Die Kirchenbücher gelten als verschollen.
Heute liegt Rogalino im Zuständigkeitsbereich der Parochie Koszalin (Köslin) der Diözese Pommern-Großpolen mit Sitz in Sopot (Zoppot) – der Evangelisch-Augsburgischen Kirche in Polen. Nächster Gottesdienstort ist die Kapelle in Świdwin, ul. Cmentarna 1.

## Schule
Gingen die Kinder von Röglin anfangs in Alt Schlage zur Schule, änderte sich das 1847 mit dem Bau eines Schulhauses in Damerow. Später gab es in Röglin eine eigene Schule, deren letzter deutscher Schulleiter Lehrer Krüger war.